# Willy Andriessen
Willy Andriessen (Magelang (Java), 30 november 1918 - Vught, 19 augustus 1944) was een Nederlandse verzetsstrijder tijdens de Tweede Wereldoorlog.

## Jeugd en opleiding
Willem Frederik Andriessen wordt geboren op Midden Java als enige zoon van luitenant-kolonel Simon Andriessen en Frieda Wielage. Na zijn middelbare school in Nederlands-Indië voltooid te hebben gaat hij, in de familietraditie, op zijn negentiende jaar de opleiding volgen aan de Koninklijke Militaire Academie te Breda om infanterie officier te worden bij het Koninklijk Nederlands-Indisch Leger (KNIL). Hij gaat inwonen bij een van zijn leraren, kapitein Adriaanse. De inval van de Duitsers in 1940 maakt een einde aan zijn militaire opleiding.

## Oorlogstijd en verzet
In 1941 probeert Andriessen naar Engeland te vluchten, maar hij wordt door de Duitsers gearresteerd in Frankrijk en zit enige tijd gevangen bij de Frans-Zwitserse grens. Terug in Nederland vindt hij onderdak bij de familie Tervoort in 's-Hertogenbosch en gaat actief meedoen met het verzet. In 1944 duikt hij een half jaar onder bij de familie Van den Broek aldaar. In april 1944 komen tien verzetsstrijders bij elkaar in het huis van Marcel Remmers te Hintham, onder wie Andriessen, Christ Smits, Theo Dobbe en Stefke Feijen. De landelijke illegaliteitsleiding had aan Theo Dobbe uit Nijmegen gevraagd om het verzet in knokploegen te gaan organiseren en deze roept daarop ook in de regio rond 's-Hertogenbosch de mensen bijeen. Er wordt besloten dat Andriessen de leider van de knokploeg wordt en de naam wordt Knokploeg De Margriet naar de derde dochter van prinses Juliana. Het huis van Smits in de Jasmijnstraat in Hintham wordt het hoofdkwartier en Andriessen gaat er een tijdje later ook inwonen.

## Knokploeg en liquidatie
Vanuit het verzet in Nijmegen krijgt men de eerste wapens en het wordt al snel een van de actiefste knokploegen in Brabant. Onder leiding van Andriessen worden er overvallen op distributiekantoren gepleegd, liquidaties op landverraders uitgevoerd, gevangenen bevrijd en sabotage gepleegd. Een van de liquidaties betreft "De Kin", een Veghelse politieagent die in februari verhuisd was naar 's-Hertogenbosch en zich bezighield met het arresteren van ondergedoken jonge mannen die de arbeidsinzet wilden ontlopen. Met hulp van twee leden van Theo Dobbe's ploeg lukt dit om de man in 's-Hertogenbosch op 8 augustus 1944 dood te schieten. Ook de NSB-burgemeester van Oss, Hermanus Apeldoorn, wordt op 10 augustus 1944 in Ravenstein door verzetsstrijders doodgeschoten. Tevens worden de distributiekantoren te Cuyk en Rosmalen met succes overvallen zodat vele bonkaarten hun weg naar de onderduikers vinden.

## Arrestatie en overlijden
Dit alles leidde tot een intensieve speurtocht van de Duitse bezetter. Op 14 augustus 1944 worden drie leden van de Margriet te Lieshout gearresteerd. Andriessen weet met enkele anderen nog snel het hoofdkwartier te ontruimen, gaat terug om een laatste koffer te halen en wordt opgepakt. Hij werd overgebracht naar Kamp Vught en met zijn drie KP-genoten op 19 augustus 1944 door een Duits vuurpeloton omgebracht. Zijn rol binnen de knokploeg wordt overgenomen door Stef Feijen.

## Na de oorlog
Twee jaar later keert de familie Andriessen terug naar Nederland en verneemt dan pas het bericht van het overlijden van hun zoon. In 's-Hertogenbosch en Oss is een straat naar Andriessen vernoemd.